# The Prodigal Stranger
The Prodigal Stranger – dziesiąty album studyjny angielskiego zespołu rockowego Procol Harum, wydany w 1991 roku przez wytwórnię Zoo Entertainment. Album dedykowano B. J. Wilsonowi, zmarłemu w 1990 roku perkusiście, z którym Procol Harum nagrało wszystkie poprzednie płyty.

## Lista utworów
Opracowano na podstawie materiału źródłowego.
| Nr  | Tytuł utworu                     | Słowa      | Muzyka                       | Długość |
| --- | -------------------------------- | ---------- | ---------------------------- | ------- |
| 1.  | „The Truth Won’t Fade Away”      | Keith Reid | Gary Brooker, Matthew Fisher | 4:19    |
| 2.  | „Holding On”                     | Keith Reid | Gary Brooker                 | 4:18    |
| 3.  | „Man with a Mission”             | Keith Reid | Gary Brooker, Matt Noble     | 4:10    |
| 4.  | „(You Can’t) Turn Back the Page” | Keith Reid | Gary Brooker, Matt Noble     | 4:00    |
| 5.  | „One More Time”                  | Keith Reid | Gary Brooker, Matthew Fisher | 3:43    |
| 6.  | „A Dream in Ev’ry Home”          | Keith Reid | Gary Brooker, Matthew Fisher | 4:04    |
| 7.  | „The Hand That Rocks the Cradle” | Keith Reid | Gary Brooker, C. Thompson    | 4:07    |
| 8.  | „The King of Hearts”             | Keith Reid | Gary Brooker, Matt Noble     | 4:23    |
| 9.  | „All Our Dreams Are Sold”        | Keith Reid | Gary Brooker, Robin Trower   | 5:31    |
| 10. | „Perpetual Motion”               | Keith Reid | Gary Brooker, Matt Noble     | 4:48    |
| 11. | „Learn to Fly”                   | Keith Reid | Gary Brooker, Matthew Fisher | 4:26    |
| 12. | „The Pursuit of Happiness”       | Keith Reid | Gary Brooker, Matt Noble     | 4:00    |
|     |                                  |            |                              | 51:49   |

## Twórcy
Opracowano na podstawie materiału źródłowego.
Muzycy:
- Gary Brooker – śpiew, fortepian
- Matthew Fisher – instrumenty klawiszowe
- Robin Trower – gitara
- Dave Bronze – gitara basowa
- Mark Brzezicki – perkusja
- Keith Reid – teksty

Dodatkowi muzycy:
- Jerry Stevenson – gitara, mandolina
- Henry Spinetti – perkusja (1)
- Steve Lang, Maggie Ryder, Miriam Stockley – śpiew towarzyszący (2)

Produkcja:
- Matt Noble – produkcja muzyczna, inżynieria dźwięku, miksowanie
- Gary Brooker, Matthew Fisher, Keith Reid – produkcja muzyczna
- Ted Jensen – mastering
- Darroll Gustamachio – miksowanie (5)